# Kylie Nadaner
Kylie Allyssa Nadaner, nata Strom (Endicott, 18 marzo 1992), è una calciatrice statunitense, difensore dell'Orlando Pride.

## Palmarès

### Club
- Campionato ceco: 2

Sparta Praga: 2017-2018, 2018-2019
- Coppa della Repubblica Ceca femminile: 2

Sparta Praga: 2017-2018, 2018-2019
- National Women's Soccer League: 1

Orlando Pride: 2024
- NWSL Shield: 1

Orlando Pride: 2024